# Pilatussee

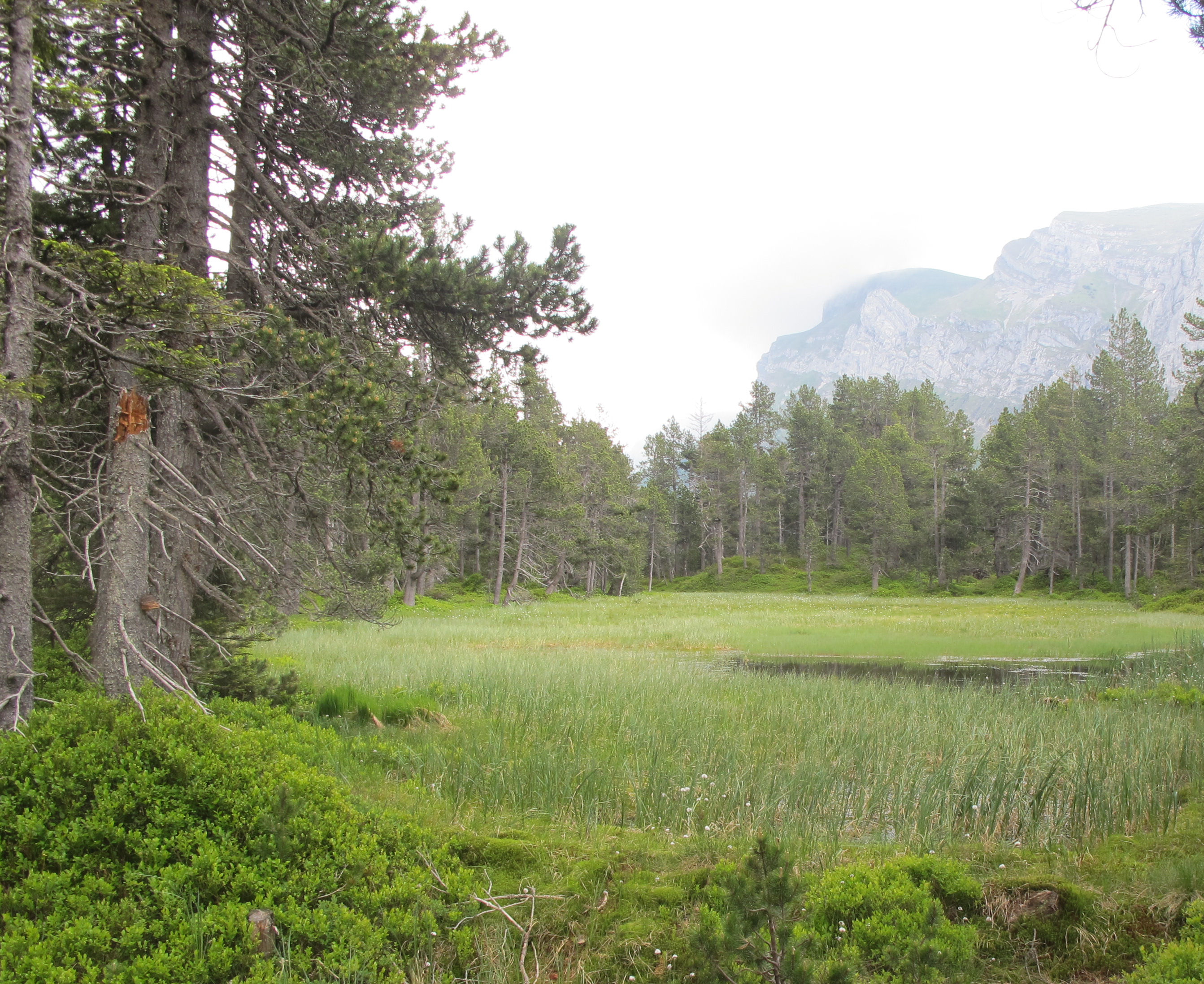
Der Pilatussee (Juni 2014)

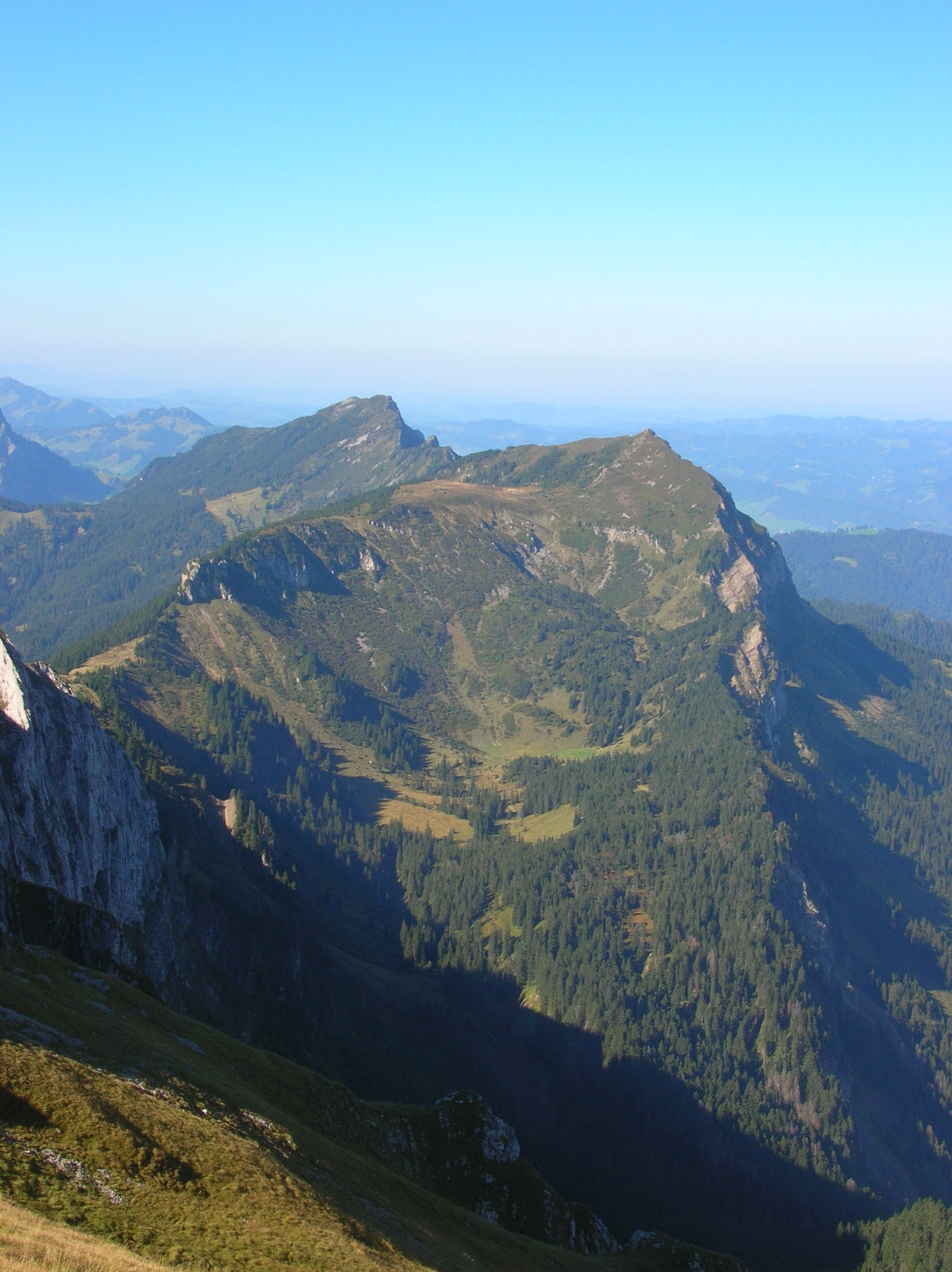
Blick vom Pilatus Richtung Westen auf das Tal des Bründlenbachs: Das Mittaggüpfi mit der Oberalp sowie dem ehemaligen Pilatussee im Wald der Goldwang. Im schattigen Vordergrund liegt die Bründle.

Der Pilatussee ist ein ehemaliger See auf einer Höhe von 1548 m ü. M. in der Gemeinde Schwarzenberg beim Pilatus-Bergmassiv bei Luzern im Kanton Luzern in der Schweiz. An der Stelle befindet sich heute ein Hochmoor mit offener Wasserfläche.

## Situation
Der See liegt zwischen den Gipfeln des Pilatus (2128 m ü. M.) und dem weiter westlich gelegenen Mittaggüpfi (1917 m ü. M.), nördlich des Grates zwischen den beiden Bergen. Er befindet sich auf der Oberalp rund 200 Meter östlich der Alphütte auf dem Gemeindegebiet von Schwarzenberg. 1594 versuchte man den See trockenzulegen, was jedoch nur teilweise gelang. Seitdem ist aus dem ehemaligen See ein Hochmoor entstanden. Durch die Errichtung eines hölzernen Haupt- und eines Nebendammes im Jahr 1980 bildete sich ein von Schnabelsegge und Torfmoosen gesäumter Moorsee mit Bulten und Schlenken im weiter entfernten Uferbereich. Im Jahr 2014 wurde eine Sanierung des schadhaft gewordenen Hauptdammes eingeleitet, die bis 2016 abgeschlossen war.
Seit 1967 steht das Eigental und damit auch der ehemalige Pilatussee unter Schutz, zusätzlich ist er seit 1991 als Hochmoor von nationaler Bedeutung geschützt.

## Die Sage um Pontius Pilatus
Der Name des Bergmassivs stammt vermutlich von Mons pileatus, d. h. der mit Felspfeilern durchsetzte Berg (von lat. mons ‚Berg‘ und lat. pila ‚Pfeiler, Strebe‘). Erst später wurde wohl der schon bestehende Name Pilatus mit Pontius Pilatus, dem Präfekten Roms in Jerusalem, in Verbindung gebracht. So entwickelte sich die Sage, dass die Leiche von Pontius Pilatus in dem Bergsee versenkt sei. Er dürfe dort nicht gestört werden, um keine Unwetter heraufzubeschwören. Daher hatte der Stadtrat von Luzern bis ins 16. Jahrhundert das Betreten des Berges und den Zugang zum See verboten. Wegen versuchter Besteigung wurden 1387 sechs Geistliche aus Luzern ins Gefängnis geworfen. 1518 wurde Herzog Ulrich von Württemberg und 1555 der berühmte Schweizer Naturforscher Conrad Gessner jeweils nur unter Aufsicht und dem Versprechen, nichts in den See hineinzuwerfen, hinaufgelassen.
1585 ergriffen der damalige Dekan und Stadtpfarrer Magister Johann Müller und der damalige Stadtschreiber Renward Cysat die Initiative und gingen mit dem Magistrat und Bürgern zum See, um die Sage zu widerlegen. Sie warfen Steine in den Pilatussee, wateten durch das Wasser und wühlten es auf. Da daraufhin kein Unwetter eintrat, war der Aberglaube widerlegt. Um ganz sicherzugehen, beschloss 1594 der Luzerner Rat, den See durch Grabungen trockenzulegen. Daraufhin geriet die vermeintliche Bedrohung schnell in Vergessenheit. Hingegen reisten 1842 noch Pilger von Rom nach Luzern, um diesen See und den Berg zu besuchen.

## Zugang

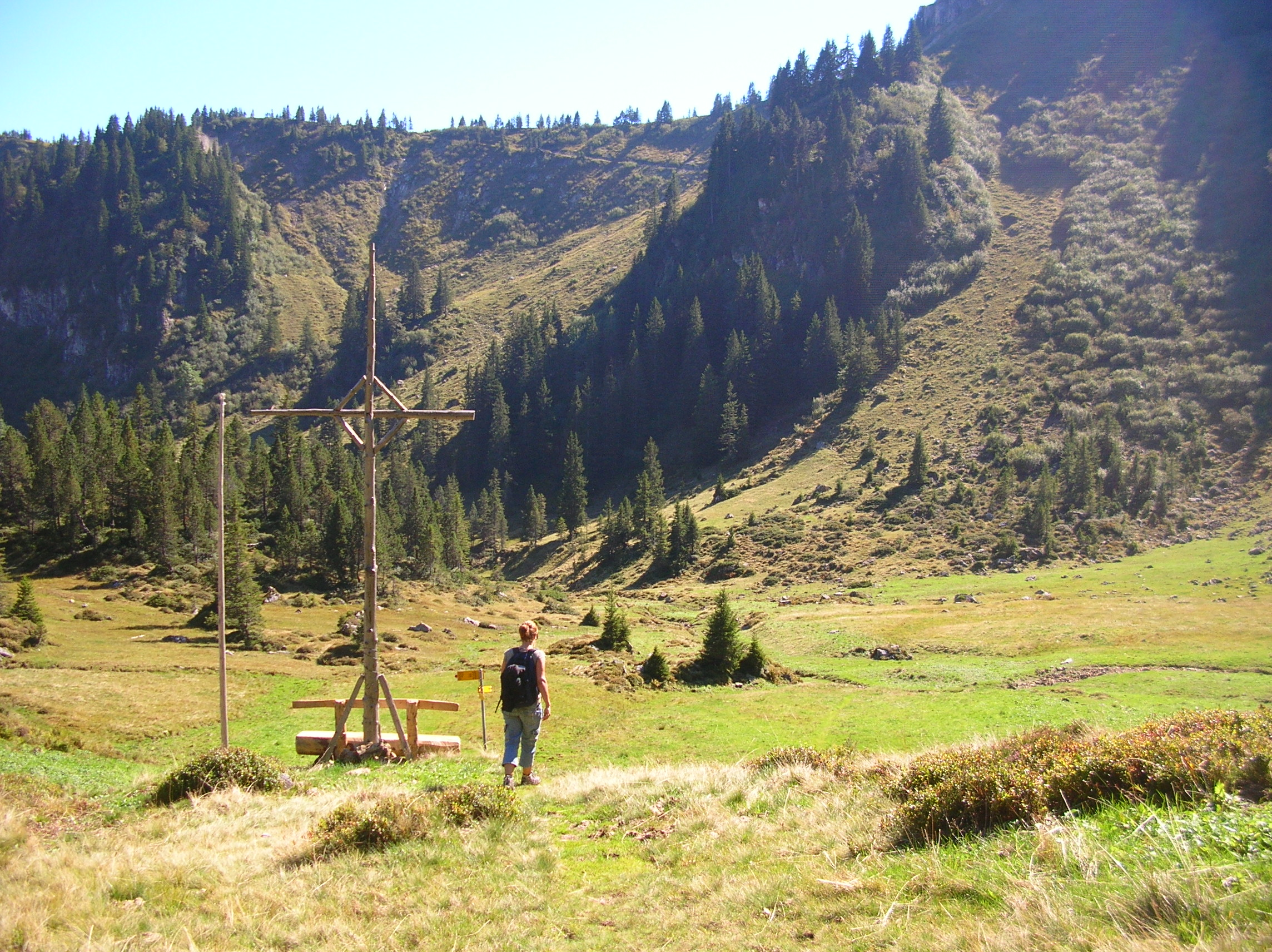
Das Gebiet bei der Oberalp

Die Oberalp mit dem ehemaligen Pilatussee lässt sich nur zu Fuss erreichen. Wanderwege führen von der Pilatus-Bergstation (anspruchsvoller Gipfelweg mit Traversierungen), von der Station Fräkmüntegg der Luftseilbahn, von der Alp Lütoldsmatt, von Alpnach und vom Eigental zur Oberalp.